# آني (مدينة)

شعار آني

آني (بالأرمنية: Անի)‏، (باللاتينية: Abnicum)‏، (بالجورجية: ანისი)، (تركية:Ani)، (يونانية:Ἄνιον)، هي مدينة أرمنية تاريخية مهجورة من القرون الوسطى، تقع في قارص ضمن حدود تركيا الحديثة قرب الحدود مع أرمينيا.
لا يُعرف زمن إنشاء المدينة تحديداً لكن أقدم إشارة لها تعود للقرن الخامس الميلادي، بين عامي 961 و 1045 أصبحت آني عاصمة لمملكة باغراتيد الأرمنية التي شملت أرمينيا وشرق تركيا، والمدينة تقف على مُفترق طرق تجارية وتحفل بالكنائس والقصور والحصون التي تعتبر بين الأفضل في وقتها من حيث القيمة الفنية والتقنيات المُستخدمة في بنائها، لُقبت مدينة آني بالقاب عديدة تدل على عظمتها منها مدينة الألف كنيسة وكنيسة ومدينة الأربعين بوابة.
أيام اِزدهارها بلغ عدد سكان آني مائة ألف نسمة منافسة في ذلك بغداد والقاهرة والقسطنطينية.
لكنها عانت من الاضطرابات السياسية وعدم الاستقرار في بداية القرن الحادي عشر، واحتلها على التوالي كل من البيزنطيين، والسلاجقة، والفرس، والجورجيين، والمغول. ولم يكفي ما عانته المدينة من تعاقب الغزاة فاصابها زلزال مُدمر سنة 1319 م فحول الكثير من مبانيها إلى أطلال. وعلى الرغم من إنها بقيت مركزًا تجاريًا مهمًا في القرن الرابع عشر، إلا أن حجمها وقوّتها تراجعا بعد أن تحولت الطرق التجارية نحو الجنوب. وبحلول نهاية القرن الثامن عشر، أمست المدينة مهجورة تمامًا.
تعتبر آني رمزاً للتراث الديني والثقافي الأرمني وما زال اسم آني أكثر أسماء النساء شيوعاً في أرمينيا تيمناً باسم المدينة.

## الآثار
كل مباني مدينة آني مبنية بحجر البازلت البركاني المحلي وحجر التوفا وهي أحجار سهلة النحت وتأتي بالوان متنوعة من الأصفر الكريمي، إلى الأحمر الوردي، إلى الأسود الفاحم، وأهم الأطلال المتبقية في آني:

### كاتدرائية آني

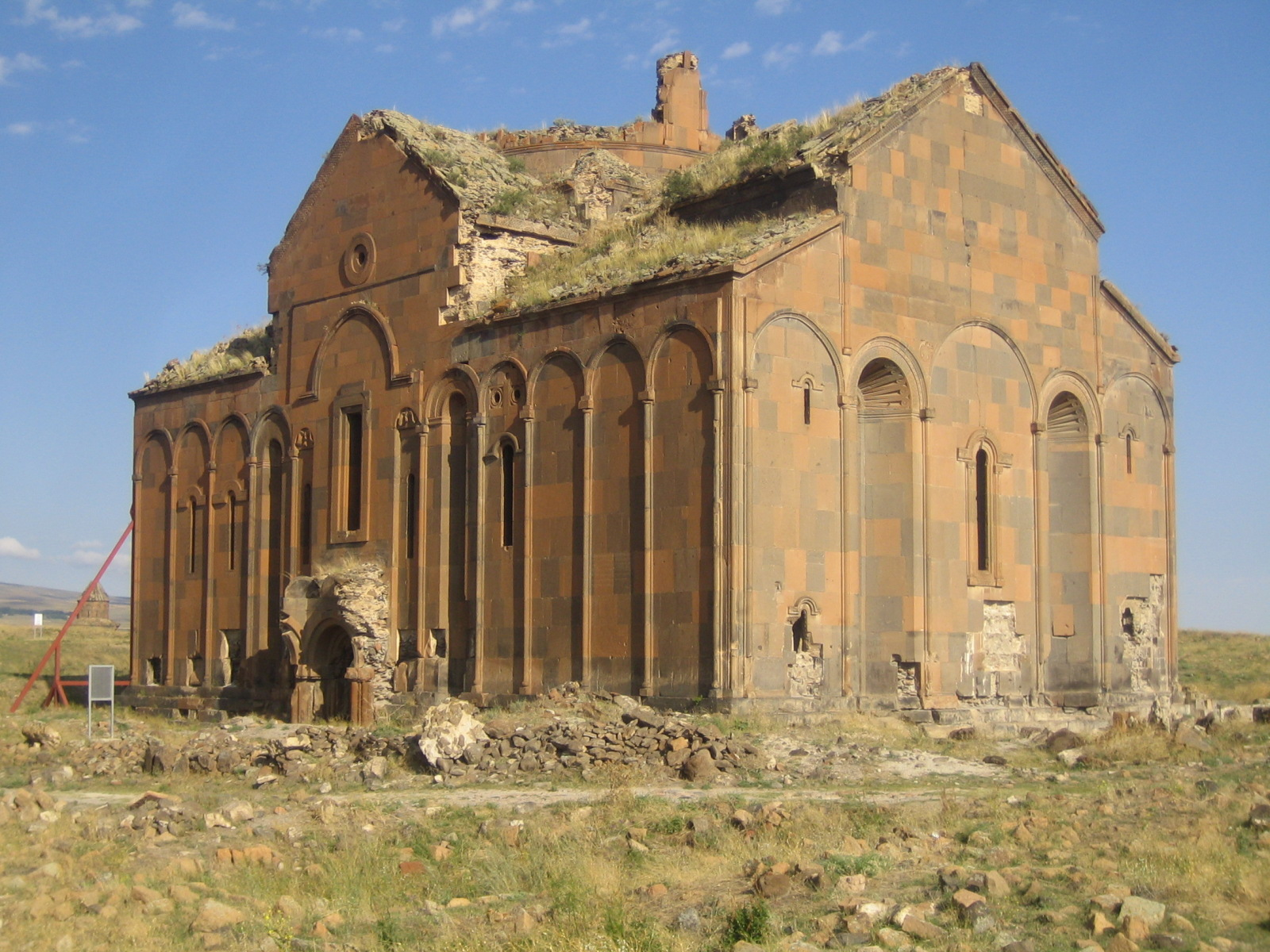
كاتدرائية آني

كاتدرائية آني وأسمها كنيسة أم الرب المقدسة وتعتبر مثالاً صامتاً للنمط المعماري القوطي الغربي وهي من تصميم المعماري الأرمني المشهور تردات. شُرع ببنائها خلال حكم الملك سمبات الثاني سنة 989 لكن أعمال البناء توقفت لفترة بعد وفاته ولم يكتمل بنائها الا سنة 1001 (في قرأة آخرى 1010) وهي مبنية على شكل صليب تعلوها قبة من البازلت (إنهارت القُبة خلال زلزال 1313)،أُستخدم في بناء الكاتدرائية العديد من الابتكارات التقنية التي أُستخدمت لاحقاً في العمارة القوطية الغربية مثل بناء الكنائس على شكل صليب، الأقواس المُدببة على شكل مثلثات، الدعامات المتعاقدة، القباب، السقوف المقنطرة وكل هذه الابتكارات التي انتشرت في الكاتدرائيات القوطية الغربية من الممكن أن تعزى إلى المباني الأرمنية في بداية العصر المسيحي.

### كنيسة سورب ستيفانوس
ليس هناك تأريخ مُحدد يشير إلى بناء الكنيسة لكن المرسوم الجورجي يشير إلى 1218,تٌلقب الكنيسة بالكنيسة الجورجية وهي مكرسة لأتباع الطائفة الخلقدونية.

### كنيسة القديس غريغوريوس

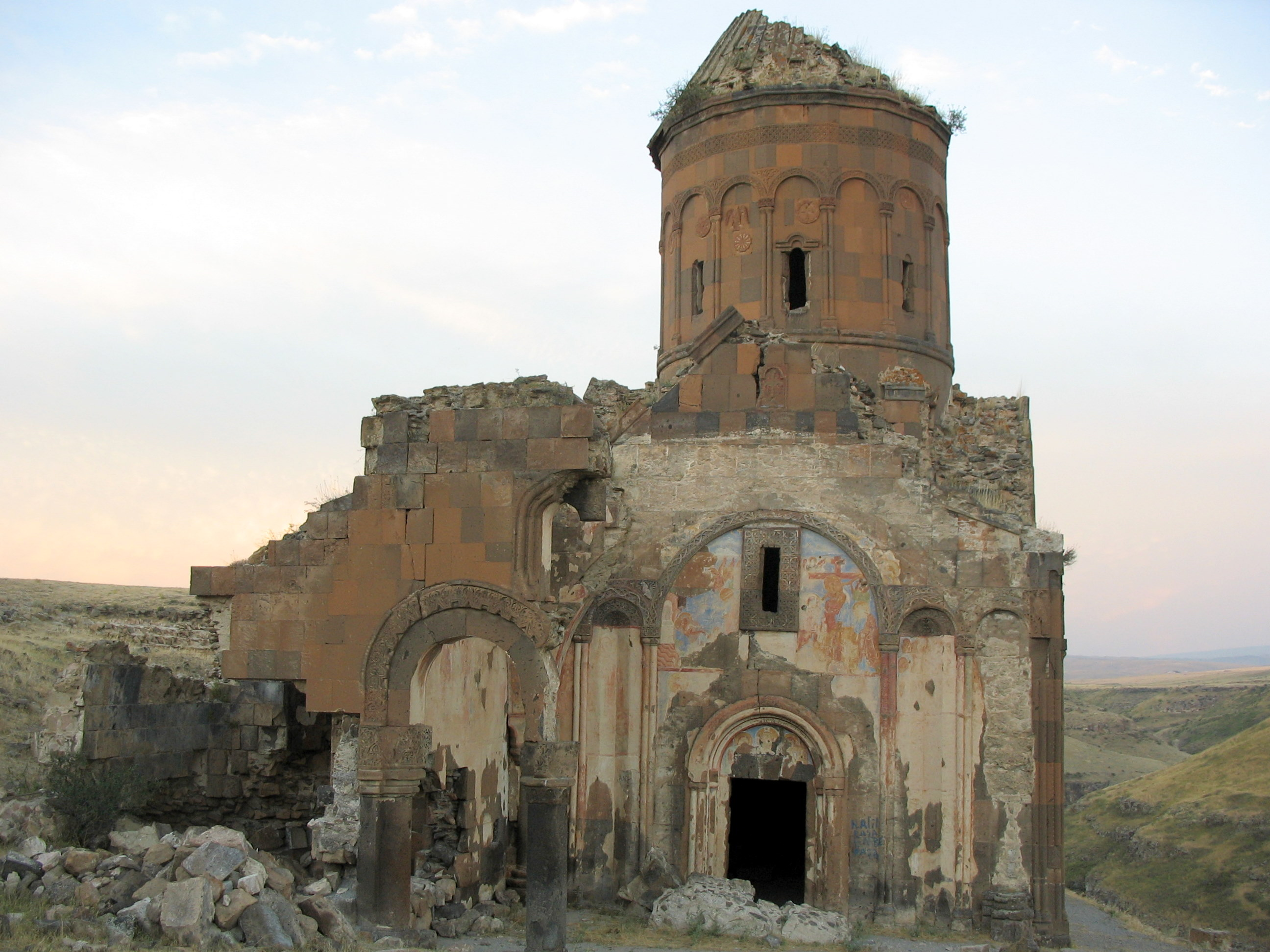
كنيسة القديس غريغوري

أكتمل بنائها سنة 1215 وهي من أفضل الأثار المحفوظة في آني، بُنيت خلال عهد الملك زاكيردس بتمويل من الثري الأرمني تيغران هونينتس .صُممت الكنيسة على نمط يُسمى الهيكل المقبب أضيف صحن ومصلى صغير عند مدخل الكنيسة في فترة لاحقة من اكتمال بناء الكنيسة.

### كنيسة سورب أمينابر كيتش

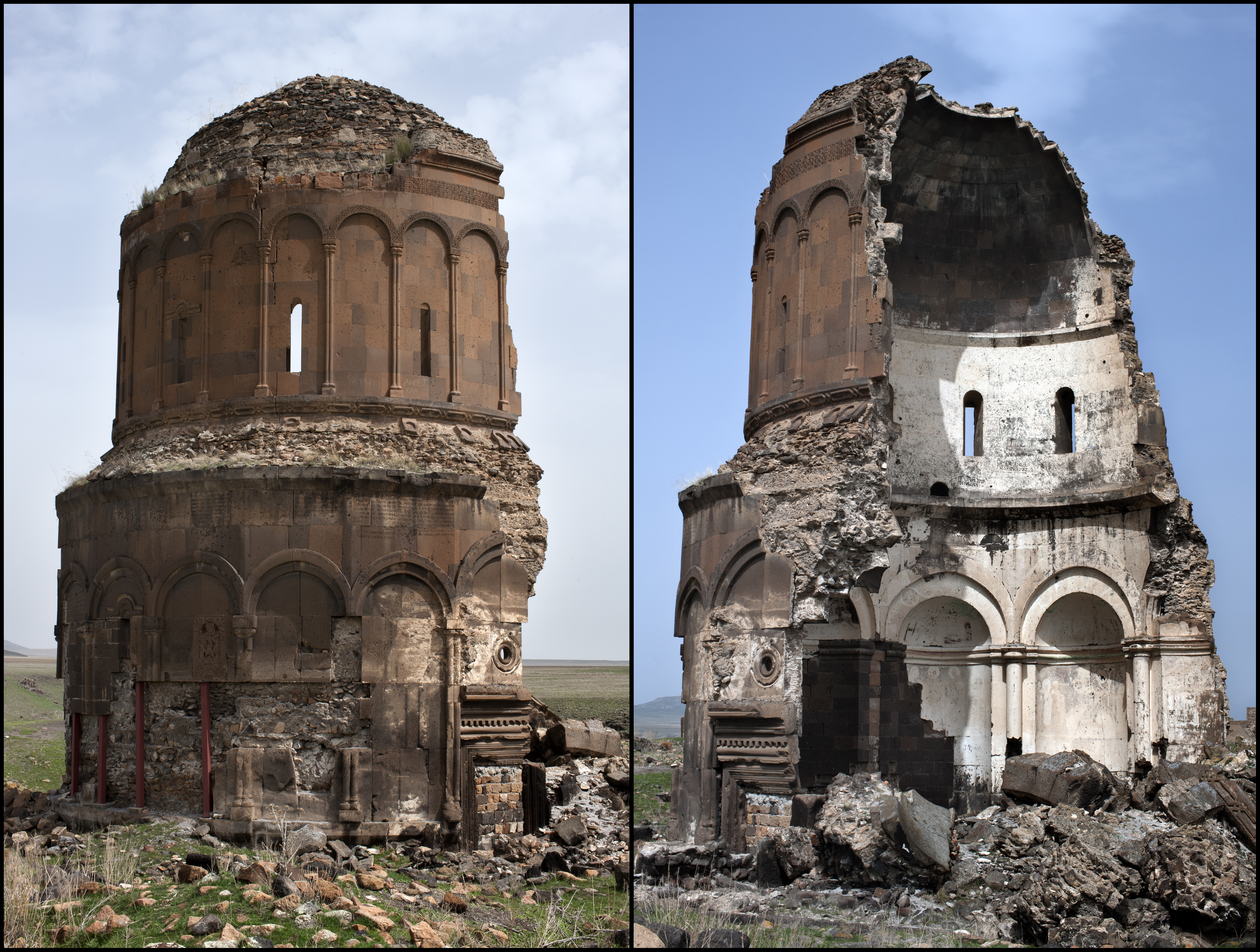
كنيسة سورب أمينابر كيتش

كنيسة سورب أمينابر كيتش أو كنيسة المخلص المُقدس أكتمل بنائها بعد عام 1035 بقليل، بُنيت هذه الكنيسة بنمطٍ بنائيٍ فريدٍ حيث أن البناء عبارة عن إسطوانة مُرتفعة تعلوها قبة مركزية ضخمة، والكنيسة مُزينة من الداخل والخارج بالأقواس والعقود.بنيت الكنيسة بإمر الأمير أبرياب بافليد لإيواء قطعة من الصليب الحقيقي.بقيت الكنيسة على حالتها الأصلية حتى عام 1955 حيث ضربتها عاصفة رعدية أطاحت بنصفها الشرقي وقسمتها إلى قسمين.

### كنيسة القديس غريغوريوس
كنيسة صغيرة الحجم يعود تأريخ بنائها على الأرجح إلى أواخر القرن العاشر.بُنيت الكنيسة كمصلى خاص لعائلة بلافني والكنيسة مهدمة ولم يبقى منها إلا الأساس.

### كنيسة الملك جاجيك للقديس غريغوري
بنيت الكنيسة بين عامي 1001 إلى 1005 علي يد المعمارس الشهير تردات كنسخة من كنيسة زوارتنوتس في مدينة فاغارشابات بنفس تصميم وحجم كنيسة زوارتنوتس الأصلية لكن كنيسة الملك جاجيك إنهارت بعد زمن قصير من إنشائها وبنيت البيوت على أطلالها وعند مطلع القرن العشرين لم يكن يرى في مكان الكنيسة الا تل عالي من التراب حين قام الأثاري الروسي نيكولا مار بالتنقيب عنها والكشف عن اساساتها بين عامي 1905 و1906.

### كنيسة الرسل المقدسة
لا يُعرف تأريخ بناء الكنيسة بالتحديد ولكن أقدم النقوش والكتابات المرسومة على الجدران مؤرخة ب1031.بُنيت الكنيسة بتمويل من عائلة بلافني وخدم فيها مطارنة مدينة آني (العديد منهم ينتمون إلى عائلة بلافني) لم يبقى من الكنيسة إلا بقايا قليلة لكن الصحن المُزين بنقوش حجرية مذهلة مازال محافظاً على حالته جزئياً ويعود تأريخ بناء هذا الصحن إلى القرن الثالث عشر. تحيط بالكنيسة عدد من القاعات والكنائس الصغيرة والأضرحة . نقب عالم الأثار الروسي نيكولاي مار في هذه الكنيسة عام 1909 لكن معظم حفرياته مدمرة الآن.

### مسجد منوشهر

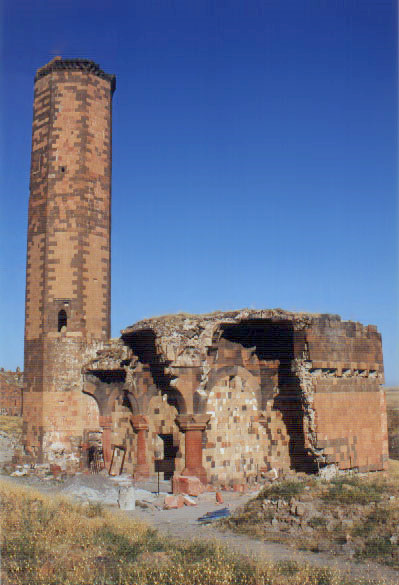
مسجد منوشهر

مسجد منوشهر سُمي هذا المسجد باسم الأمير منوشهر رأس سلالة اللشداديون التي حكمت آني بعد 1027. مازال أقدم أقسام المسجد وهو المنارة مُحافظاً على حالته وتوجد أعلى الجهة الشمالي من المنارة البسملة بالخط الكوفي، بينما قاعة الصلاة (بُنيت في القرن الثني عشر أو الثالث عشر)نصف مُهدمة. تم تعمير المسجد بصورة جُزئية عام 1906 لتحويله إلى مُتحف لعرض مُكتشفات نيكولاس مار الأثارية.

### القلعة
هي قلعة داخلية في المدينة تقع على هضبة مستوية في الطرف الجنوبي من المدينة بُنيت القلعة خلال فترة حكم سلالة كامساريكان والتي حكمت مدينة آني خلال القرن السابع الميلادي. للقلعة أسوارها الخاصة بها وقد كشف الأثاري الروسي نيكولاس مار أطلال كثيرة في هذا القسم من المدينة يضم العديد من القصور العائدة لملوك البغراتيد كما تضم القلعة عدد من الكنائس الصغيرة وتحصينات دفاعية. واحدة من هذه الكنائس تٌسمى كنيسة القصور تُعتبر أقدم كنيسة في آني يعود تأريخها إلى القرن السادس أو السابع الميلادي قام نيكولاس مار بأعمال صيانة وترميم للكنيسة لكنه مُعظمها مُهدمة الآن بسبب زلزال ضرب المنطقة عام 1966.

### أسوار المدينة

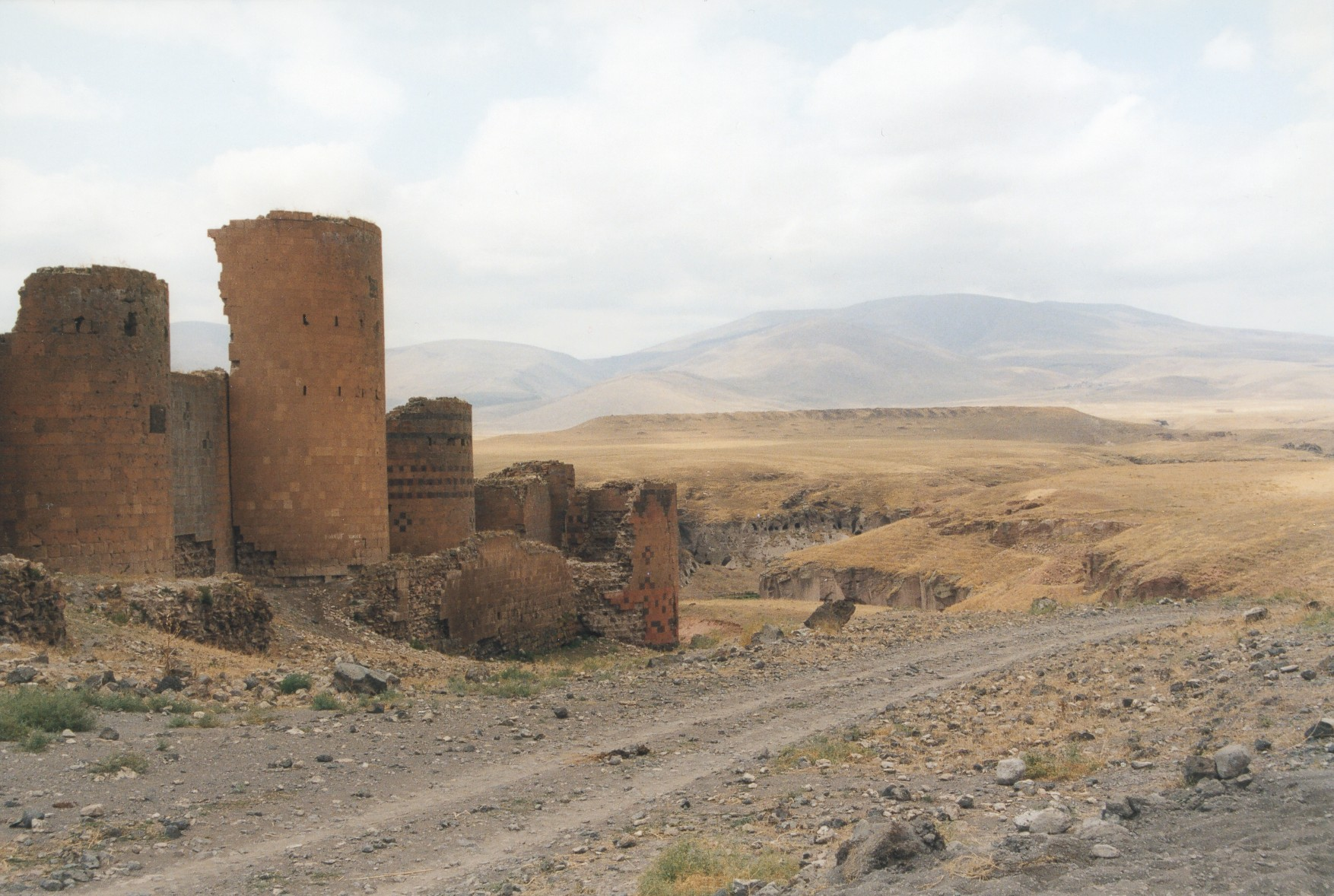
أسوار آني

تحاط مدينة آني بالأسوار من جميع الجهات لكن أقوى جهة من هذه الأسوار هي الجهة الشمالية وهي الجهة الوحيدة غير المحمية بنهر أو وادي. في الجهة الشمالية يوجد سور مزدوج أي سوريين متوازيين مدعميين بابراج نصف إسطوانية مُتقاربة . يعتقد المؤرخون المعاصرون إن الملك سمبات (977-989) هو باني هذه الأسوار وقد عمل الحكام اللاحقون لسمبات على تقوية الأسوار من خلال جعلها أعلى وأسمك وبإضافة المزيد من الأبراج .
تٌشير المخطوطات الأرمنية في القرنيين الثاني عشر والثالث عشر إلى إن عدد من أثرياء آني مولوا بناء عدد من الأبراج. تحوي الجهة الشمالية من السور على ثلاث بوابات، بوابة الأسد، بوابة كارس، بوابة دفين.

### شواهد أخرى
هناك العديد من الشواهد الآخرى الأقل شأناً من المباني سالفة الذكر منها كنيسة أستخدمها الخلقدونيين الأرمن، بقايا الجسر على نهر أبرا، أطلال معاصر الزيتون، وأثار الحمامات العامة، أطلال مسجد ثاني (غير مسجد منوشهر) مع منارة مُنهارة، عدد من القصور تعود إلى القرن الثالث عشر، أساسات عدد آخر من القصور ومنازل أصغر حجماً، كما كشفت التنقيبات الحديثة عن عدد من الأسواق والمحلات التجارية.

### قرية المغارة
مستوطنة محفورة في صخور الجروف تقع مباشرة خارج مدينة آني ونشأت نتيجة التوسع العمراني وزيادة عدد السكان مما اضطر الأهالي للبناء خارج أسوار المدينة ومن بقايا قرية المغارة هذه كنيسة مُزينة بالجدران الجصية ما زالت باقية لحد الآن.

## معرض الصور

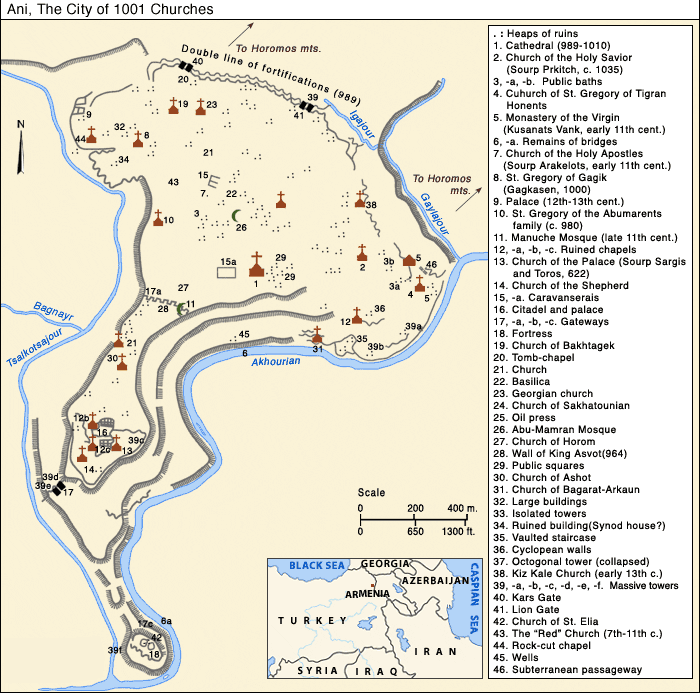
خارطة مدينة آني
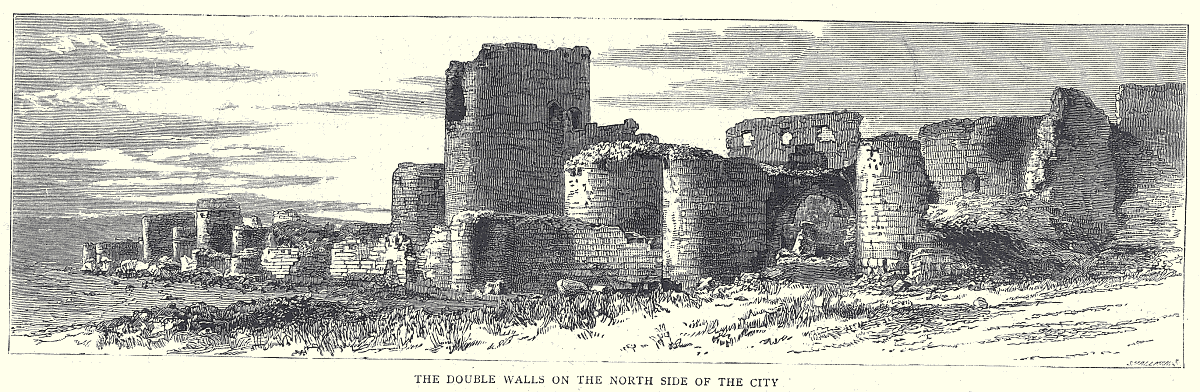
نقش يعود لسنة 1885 يصور أسوار مدينة آني
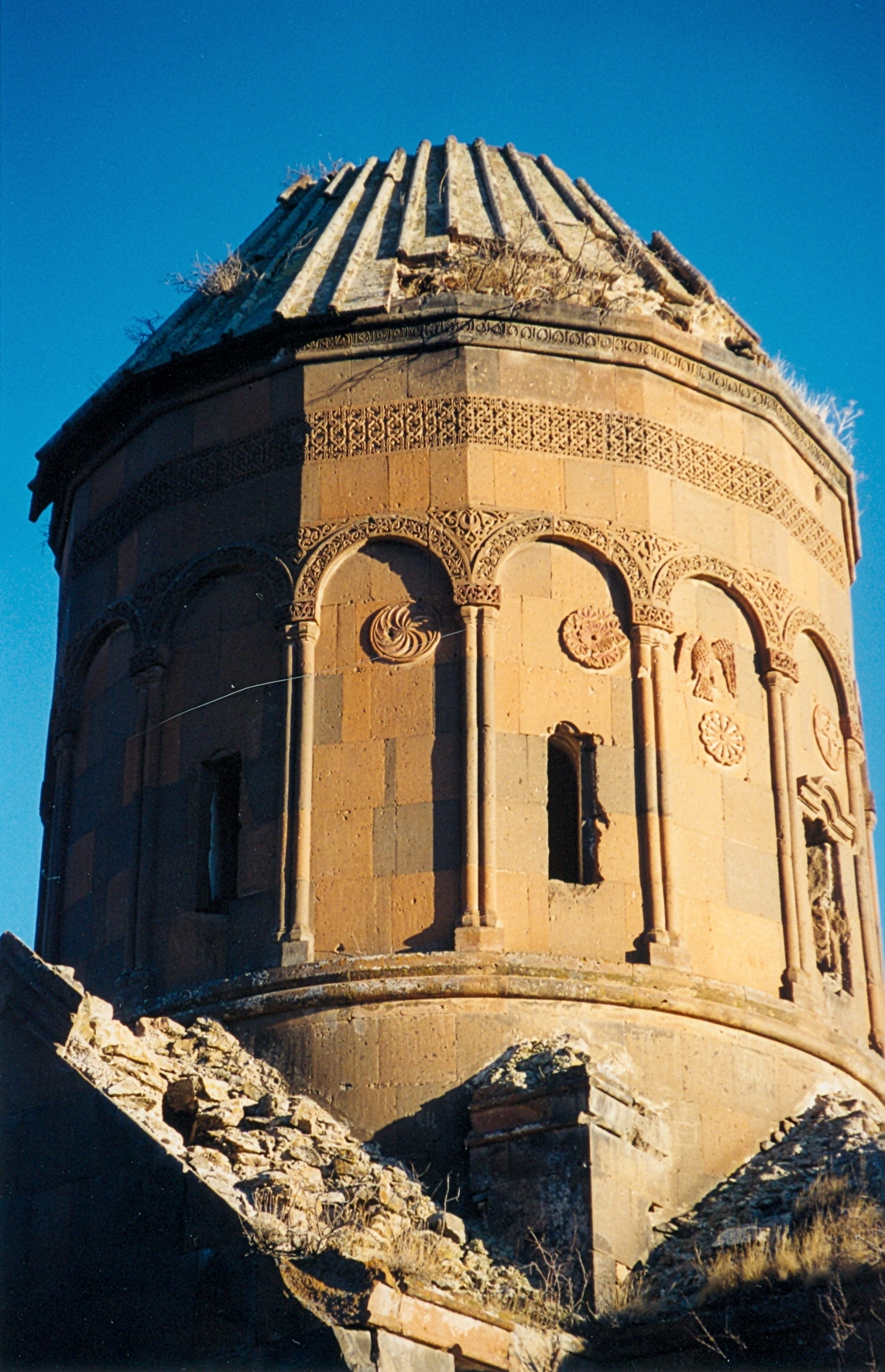
كنيسة القديس غريغوري.
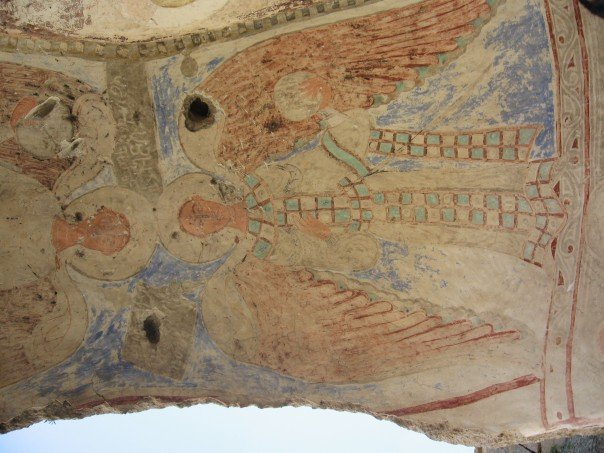
رسوم جصية على جدران كنيسة منحوتة في الصخر خارج أسوار آني